# Kariba (jezioro)
Kariba – zbiornik zaporowy, największe na świecie jezioro antropogeniczne (stworzone przez człowieka). Zlokalizowany na rzece Zambezi mniej więcej w połowie długości między jej źródłem a ujściem. Jezioro leży na granicy pomiędzy Zambią a Zimbabwe. Kariba powstało między 1958 a 1963 w wyniku wybudowania zapory Kariba na jego północno-wschodnim końcu. Woda wypełniła dawny kanion wyrzeźbiony przez rzekę Zambezi i zmusiła do przeniesienia się wielu ludzi z lokalnego ludu Tonga.
Miasto  Kariba w Zimbabwe zostało założone dla budowniczych tamy. W wyniku przesiedleń spowodowanych wzrostem poziomu wody powstały także miasta Milbibezi w Zimbabwe oraz Siavonga i Sinazongwe w Zambii.

## Charakterystyka
Jezioro Kariba ma 220 kilometrów długości i 40 kilometrów szerokości. Jego powierzchnia wynosi 5580 km², objętość zaś 185 km³. Średnia głębokość to 29 metrów, maksymalna 97 metrów. Olbrzymia masa wody (około 180 000 000 000 000 kilogramów, [180 miliardów ton]) może być przyczyną sejsmiczności indukowanej w aktywnym sejsmicznie regionie, włączając w to ok. 20 trzęsień ziemi o sile większej niż 5 stopni w skali Richtera.
Na jeziorze położonych jest kilka wysp, np. Chete Island, Sekula i Chikanka.

## Rośliny i zwierzęta
Przed napełnieniem jeziora Kariba spalono rosnącą na dnie przyszłego zbiornika roślinność, tworząc grubą warstwę żyznej ziemi. W rezultacie życie w jeziorze jest bardzo różnorodne. Do akwenu wprowadzono (m.in. z jeziora Tanganika) wiele gatunków ryb, dzięki temu na Karibie rozwinął się przemysł rybacki. Inne zwierzęta żyjące w jeziorze to m.in. krokodyl nilowy i hipopotam.
W jeziorze żyją też ryby cenione przez wędkarzy amatorów, dzięki temu rozwija się miejscowa turystyka. Zarówno Zambia, jak i Zimbabwe starają się obecnie rozwinąć przemysł turystyczny wzdłuż wybrzeży jeziora.
Na brzegach akwenu żyją także bieliki afrykańskie, kormorany i inne wodne ptaki, czasami można tam spotkać także stado słoni.